# ユルゲン・ヒンツペーター
ユルゲン・ヒンツペーター（ドイツ語: Jürgen Hinzpeter、1937年7月6日– 2016年1月25日） は、ドイツのジャーナリスト。大韓民国での取材で知られる。
ヒンツペーターはドイツ公共放送連盟（ARD）の記者であり、1980年に韓国で起きた光州事件での虐殺を撮影した唯一のジャーナリストである。彼の映像はドイツに届けられた後、世界中に放送された。彼は学生蜂起の現状と、そのリーダーで後に韓国大統領になる金大中について報道した。光州には、5月18日記念財団によって建てられたヒンツペーターを称える記念碑がある。

## キャリア
ヒンツペーターは学生時代は医者になることを熱望していたが、ジャーナリズムへと進路を変え、1963年にドイツの地方公共サービス放送であるARDのハンブルク支局にテレビカメラマンとして入社した。1967年初めに、東アジア唯一のARD支社がある香港に赴任。ベトナム戦争を報道し、1967年春にサイゴンで負傷した。その後ARDの東京支社に異動し、1973年から1989年までの約17年間、特派員として働いた。
ヒンツペーターは、光州での一件以前にもARDの日本特派員として何度か韓国を訪れており、朴正煕政権下の公安事件を数多く記録、5月18日の民主蜂起の直前に自宅軟禁されていた金泳三にインタビューを行った。
民主蜂起が進行中の5月19日、東アジア・ドイツミッションの牧師であるポール・シュナイスの支援を受け、5月20日の早朝に光州へ潜入、若者が警棒で殴打されたり足で踏みにじられたりする様や、道庁に横たわる若者たちの遺体など、光州虐殺の様子を撮影して10本のフィルムに収めた。空港での当局からの没収を免れるため、これらのフィルムを贈答用に装飾されたビスケットの金属缶に仕込み、携行して日本へ脱出、その後これらのフィルムはドイツに送られた。しかし脱出後の5月23日、戒厳軍が撤退して市民による自治秩序が形成された「解放光州」の姿をカメラに収めるために光州に戻った。そして政治改革への希望が再び打ち砕かれていく姿を目撃した。
ヒンツペーターの映像は、ARDを通じてすぐに多くの国に伝えられ、その年の9月に『岐路に立つ韓国』というタイトルのドキュメンタリーとして組み込まれて放送された。ドキュメンタリーは、厳しく統制されていた第五共和国でも密かに上映された。今日知られている光州民主化運動に関連するビデオ資料のほとんどは、ヒンツペーターによって収集されたものである。共和国末期の1986年11月の光華門交差点での抗議を取材中、ヒンツペーターは私服警官に殴打され、首の背骨を負傷した。ヒンツペーターは1995年にジャーナリズムを引退した後、ドイツのラッツェンブルクに定住した。
ヒンツペーターが光州で撮影した映像は、2003年の韓国KBS1特番「1980年5月～青い目の目撃者たち～（朝鮮語: 80년 5월, 푸른 눈의 목격자）」で公開されている。2017年の映画『タクシー運転手 約束は海を越えて』は、蜂起の際にヒンツペーターを助けたタクシー運転手金砂福を中心に描かれている。

## 受賞歴
2003年、ヒンツペーターは韓国の民主化運動への貢献が認められ、韓国のジャーナリスト協会から宋建鎬言論賞を受賞した。2005年5月19日、彼は韓国放送カメラジャーナリスト協会から特別賞を授与された。

## 晩年
2004年に慢性心臓病で一時的に生命を脅かす状態にさらされたヒンツペーターは、死後光州に埋葬されたいという願望を明かした。劇的に健康を取り戻した彼は、民主蜂起の第25回式典に出席し、回想録を書くなどの活動を続けた。
ヒンツペーターは2016年1月25日、ドイツのリューベック大学で78歳で他界した。別の情報筋によると、彼は故郷のドイツ北部ラッツェンブルクで死亡したとも言われる 。遺族の意向により実現しなかったが、上述の通りヒンツペーターは光州に埋葬されたいという願望を表明していた。代わりに、ヒンツペーターが2005年に市内に残した遺髪と遺爪を収めた記念墓石が、2016年5月16日の5月18日記念財団によって光州の特別記念庭園に設置された。